# Ebtisam Abdulaziz
Ebtisam Abdulaziz (arabisch ابتسام عبد العزيز, DMG Ibtisām ʿAbd al-ʿAzīz; * 1975 in Schardscha, Vereinigte Arabische Emirate) ist eine emiratische Mathematikerin, Künstlerin und Schriftstellerin. Sie arbeitet mit Geometrie und Mathematik, um Fragen der Zugehörigkeit und Identität durch Installationen, Performance Art und andere Medien anzusprechen. Das Wall Street Journal hat sie 2016 zu einem der sieben aufregendsten Künstler in den Vereinigten Arabischen Emiraten ernannt.

## Leben und Werk
Abdulaziz schloss 1999 das Studium der Mathematik und Naturwissenschaften an der United Arab Emirates University in Al Ain mit einem doppelten Bachelor ab. Sie arbeitet seit 2000 auch für das Magazin Al Tashkeel und schreibt Kunstkritiken für andere Publikationen. Seitdem sie einen schwarzen Anzug mit hellgrünen Zahlen überzog und damit in einem Kreisverkehr in Sharjah stand, ist sie ein fester Bestandteil der Kunstszene der Vereinigten Arabischen Emirate. Sie arbeitet im Bereich der systemischen Kunst mit einer multidisziplinären Praxis, die aus einer akademischen Grundlage in Mathematik und Naturwissenschaften hervorgegangen ist. Sie gehört mehreren Verbänden an, darunter der Emirates Fine Arts Society, dem Dubai Youth Theatre und Art Atelier. 

## Auszeichnungen
- 2012: 1st Prize, Emirates fine arts society annual Exhibition, Sharjah Contemporary Art Museum, VAE
- 2013: von Arabian Business zu einer der 100 mächtigsten arabischen Frauen gewählt
- 2014: 2nd Prize, Emirates fine arts society annual Exhibition, Sharjah contemporary art Museum, VAE

## Einzelausstellungen (Auswahl)
- 2007: Sharjah Arab Contemporary Art Museum, Sharjah, VAE
- 2009: The Third Line at Bastakiya Art Fair, Dubai, VAE
- 2012: The Third Line Gallery, Dubai, VAE
- 2017: Blue Freedom, DC Arts Center, Washington, D.C.

## Ausstellungen (Auswahl)
- 2005: Sharjah Biennial, VAE
- 2007: Sharjah Contemporary Art Museum, Sharjah, VAE
- 2008: No Such Place (2) - photographic exhibition, Roger Smith Hotel, New York
- 2008: Bahrain Culture Fistivale, Al Rewaq Gallery Bahrain
- 2009: UAE Pavilions at 53rd Venice Biennale
- 2012: Inventing The World: The Artists as a Citizen, Benin Biennial, Kora Centre, Benin
- 2012: Arab Express, The Mori Art Museum, Tokyo, Japan
- 2012: 25 years of Arab Creativity, L’institut du Monde Arabe, Paris
- 2013: Biennale, Houston, USA
- 2013: Autobiography, The Third Line, Dubai
- 2013: Emirati Expressions, Manarat Al Saadiyat, Abu Dhabi
- 2013: The Beginning of Thinking is Geometric, Maraya Arts Centre, Sharjah,
- 2013: Three Generations, Sotheby’s, London
- 2014 Past Forward, contemporary art from the Emirates, Cafritz Galleries, Washington, DC
- 2014: FotoFest Biennial, the fifteenth international Biennial of Photography and Photo-related Art, Houston, Texas.
- 2014: Summer Group Exhibition at the third line, Dubai.
- 2014: FIAC, Art Fair, Third line Gallery booth, Paris
- 2014: On Site, NYUAD Art Gallery, Abu Dhabi, VAE
- 2014: NYU Abu Dhabi Art Gallery, Abu Dhabi, VAE
- 2014: 32nd Emirates Fine Arts Society Annual Exhibition, VAE
- 2015: Emirates arts society annual exhibition, Sharjah Arts Museum, Sharjah, VAE
- 2016: Group Exhibition at Transformer Gallery, Washington, Dc
- 2016: Art Talk and exhibition at Rhizome, Washington, DC
- 2016: Group exhibition Relevant Notes, Cara Gallery, New York
- 2017: UPROOT, Smack Mellon Gallery, New York
- 2018: From Barcelona to Abu Dhabi: work from MACBA art collection in Dialogue with the Emirates, group show, Manarat Al Saadiyat, Abu Dhabi, UAE.
- 2018: Gateway, Manarat Al Saadiyat, Hall X3, Abu Dhabi, VAE